# Zethus dubius
Zethus dubius är en stekelart som beskrevs av Smith 1857. Zethus dubius ingår i släktet Zethus och familjen Eumenidae. Inga underarter finns listade i Catalogue of Life.